# Bernardo Lassala González
Bernardo de Lassala y González (València, 23 de setembre de 1911 - Ibidem, 13 de novembre de 1987) fou un militar, polític i home de negocis valencià. Membre de Falange Espanyola Tradicionalista i de les JONS (FET-JONS), Lassala fou President de la Diputació de València i Procurador en Corts.

## Biografia

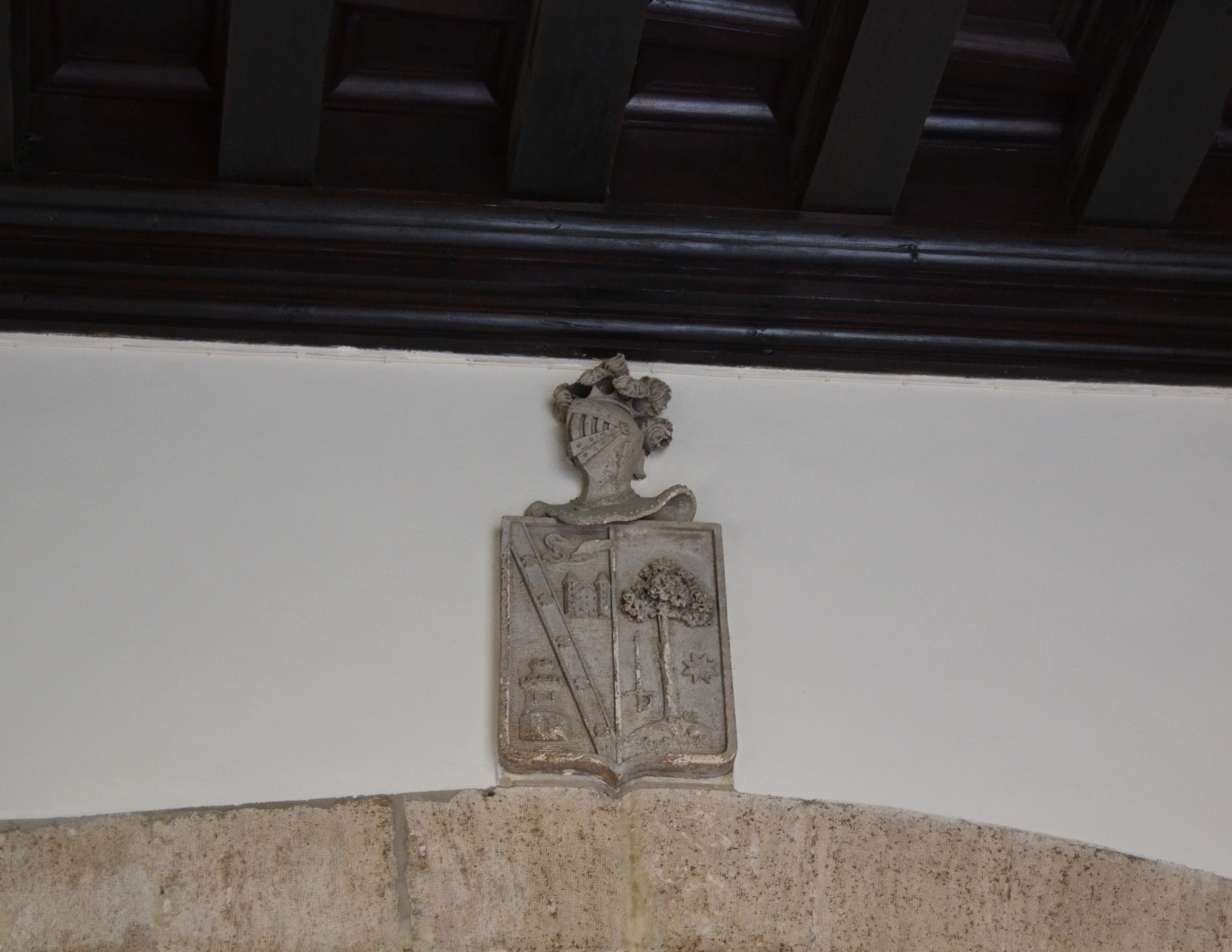
Escut dels Lassala al seu palau

Fill de Vicente Lassala Miquel i Isabel González Gómez, Bernardo Lassala va nàixer a València l'any 1911. Els Lassala, una prestigiosa nissaga d'origen bearnés, va desenvolupar una estreta relació amb el poble d'Alfara del Patriarca, on Bernardo anà en diverses ocasions tant com a privat com a polític. Al carrer de Calatrava del barri de la Seu (València) s'hi troba el Palau dels Lassala, casa pairal del segle XVII encara en ús per la família. A Alfara, la seua familia era propietària de camps, horts i una fàbrica d'aiguardent. Va cassar-se amb Elisa Bau Carpi, filla de l'important polític carlí de Tortosa Joaquim Bau i Nolla. D'aquest matrimoni van nàixer tres fills: una dona i dos varons. La seua dona Elisa va morir a València el 25 d'octubre de 2010.
Fins a la dècada del 1940, Lassala fou militar d'aviació. A finals del 1958 fou elegit President de la Diputació Provincial de València substituint Francisco Cerdá Reig. Alhora, com li corresponia en ser cap d'una diputació provincial, fou designat Procurador en Corts el 22 de desembre de 1958. L'any 1962 es va inaugurar a Les Alcubles (a la Serrania) un col·legi que dugué el seu nom fins al 2002. El mateix any, Lassala fou part de les autoritats que reberen Francisco Franco i Carmen Polo en la seua visita a València entre el 16 i 18 de juny. L'agost de 1966 fou elegit portaestendard de les festes del Misteri d'Elx. Deixà la presidència de la Diputació i l'escó de procurador a finals de l'any 1970, sent substituït al primer càrrec per José Antonio Perelló Morales. Va formar part del jurat dels primers premis "Colós del País Valencià", atorgats l'any 1971 pel diari Las Provincias. Després del seu pas per la política, Lassala va entrar als negocis privats esdevenint director regional del Banco Coca fins que aquest fou absorbit pel Banc Espanyol de Crèdit (BANESTO) l'any 1978.
Bernardo Lassala va morir el 1987, als 76 anys, ja lluny de la política.

## Distincions
- Gran Creu de l'Orde del Mèrit Civil. (1962)
- Encomana de Nombre de l'Orde del Mèrit Agrari. (2 d'octubre de 1963)[14]
- Medalla d'Or al Mèrit Social Penitenciàri. (18 de juliol de 1965)[15]
- Gran Creu del Mèrit Militar amb distintiu blanc. (1968)